# 산 도나토 그룹
산 도나토 그룹(이탈리아어: Gruppo San Donato; GSD)은 가장 큰 이탈리아 민간 병원 집단 중 하나이다. 진단 센터와 19개의 병원(IRCCS 3개 포함)이 롬바르디아에 있고 2개가 에밀리아-로마냐의 볼로냐에 있다.

## IRCCS 및 과학 연구
그룹에는 3개의 과학적인 입원 및 치료 기관(IRCCS)이 포함되어 있다.
- "분자 의학"을 위한 밀라노의 산 라파엘레 병원
- "성인과 어린이의 심장 및 대형 혈관 질환"을 위한 산 도나토 종합병원
- "근골격계 질환"을 담당하는 갈레아치 정형외과 연구소

### 대학 센터
그룹의 교육 활동은 다음을 포함한 다양한 회사의 다년 대학 배치를 통해 강화된다.
- Vita-Salute San Raffaele University는 1996년 심리학부, 1998년 의학 및 외과 학부, 2002년 철학 학부로 개교했다. 각 학부는 그 자체로 학부 및 대학원 과정 외에도 연구 센터, 박사 과정, 석사 학위를 주최하는 복잡한 구조이다.[3]
- 밀라노 대학의 의학 및 외과 학위 과정의 3년 전체 임상 과정이 있는 산 도나토 밀라노 대학 병원.
- 갈레아치 정형외과 연구소(Galeazzi Orthopaedic Institute), 대학 학과장이자 밀라노 대학교 의학 및 외과 학위 과정 강의
- City of Pavia Healthcare Institute, 대학 학과장이자 파비아 대학교의 의학 및 외과 학위 과정을 가르치고 있다.
- 9개 병원에서 의과대학 교수직 제공 및 전공의 수련 과정을 운영하고 있다(산 마르코 폴리클리니코, 산 피에트로 폴리클리니코, 빌라 에르보사, 산탐브로죠 임상 연구소, 산 시로 임상 연구소, 죽키 임상 연구소, 산 록코 임상 연구소, 산타나 임상 연구소, 브레시아 시 임상 연구소). 위 9개 병원의 설립 기관: 베르가모 대학교, 브레시아 대학교, 성심 가톨릭 대학교, 카타니아 대학교, 밀라노 대학교, 밀라노-비코카 대학교, 파도바 대학교, 파비아 대학교, 트렌토 대학교, 인수브리아 대학교, 베로나 대학교 및 e-Campus 텔레매틱스 대학교.

## 같이 보기
- 밀라노 대학교 국제 의과 대학